# Колийн Хоук
Колийн Хоук (на английски: Colleen Houck) е американска жестомимична преводачка и писателка на произведения в жанра фентъзи и любовен роман.

## Биография и творчество
Колийн Хоук е родена на 3 октомври 1969 г. в Тусон, Аризона, САЩ. Има 6 братя и сестри. Запалена читателка на приключенски романи, научна фантастика и романтика. Тя е член на Църквата на Исус Христос на светиите от последните дни. Следва в университета на Аризона. След дипломирането си се обучава на американска жестомимична техника в Ривърсайд, Калифорния, и служи осемнадесет месеца на Църквата. През 1994 г. се омъжва в катедралата на Църквата в Солт Лейк Сити. С опита си в езика на жестовете работи като устен жестомимичен преводач продължение на седемнадесет години. Живее в Аризона, Айдахо, Юта, Калифорния и Северна Каролина.
Първият ѝ роман „Проклятието на тигъра“ от едноименната поредица е издаден от нея самостоятелно в Amazon, след което публикува и втората част, „Търсенето на тигъра“. Главната героиня, Келси Хейс, решава да прекара лятото си в Индия, но там я очаква странна мисия. Заедно със загадъчния бял тигър Рен се впуска в разваляне на тристагодишно индийско проклятие, минавайки през много страни, срещу тъмни сили, мощна магия и мистични светове, тя трябва да изпълни древно пророчество. Романите набират популярност в списъка на най-продаваните електронни книги на Amazon и са издадени от издателство „Стърлинг“ през 2009 г. Те стават бестселъри и след успеха им тя напуска работата си и се посвещава на писателската си кариера.
В периода 2015 – 2017 г. е издадена фентъзи поредицата ѝ „Пробуден“. По време на пролетната ваканция седемнадесетгодишната Лилиана Йънг намира в Музеят на изкуствата "Метрополитън" жив египетски принц с божествени сили, който е бил събуден след хиляда години мумифициране. Тя трябва да му помогне в епична мисия срещу злия променящ формата си бог Сет.
Колийн Хоук живее със семейството си в Сейлъм, Орегон.

## Произведения

### Самостоятелни романи
- The Lantern's Ember (2018)[1]
- Terraformer (2020)[3]

### Поредица „Проклятието на тигъра“ (Tiger's Curse)
- Tiger's Promise (2014) – предистория

1. Tiger's Curse (2009)[2]
Проклятието на тигъра, изд.: „Интенс“, София (2014), прев. Деница Райкова
2. Tiger's Quest (2009)
Търсенето на тигъра, изд.: „Интенс“, София (2015), прев. Деница Райкова
3. Tiger's Voyage (2011) Плаването на тигъра, фен превод
4. Tiger's Destiny (2012) Съдбата на тигъра, фен превод
5. Tiger's Dream (2018) Мечтата на тигъра, фен превод

### Поредица „Пробуден“ (Reawakened)
- Reignited (2017) – предистория

1. Reawakened (2015)[2]Пробуден, фен превод
2. Recreated (2016) Възстановен, фен превод
3. Reunited (2017) Обединени, фен превод

### Разкази
- The Unicorn and the Lion (2016)

### Екранизации
- ?? Tiger's Curse